# Lijst van herkauwers in Afrika
Dit is een lijst van herkauwers (Ruminantia) die in Afrika voorkomen. Herkauwers vormen een onderorde van evenhoevigen (Artiodactyla). Uitgestorven dieren zijn niet in de lijst opgenomen.

## Familiedwergherten(Tragulidae)
- Geslacht Hyemoschus

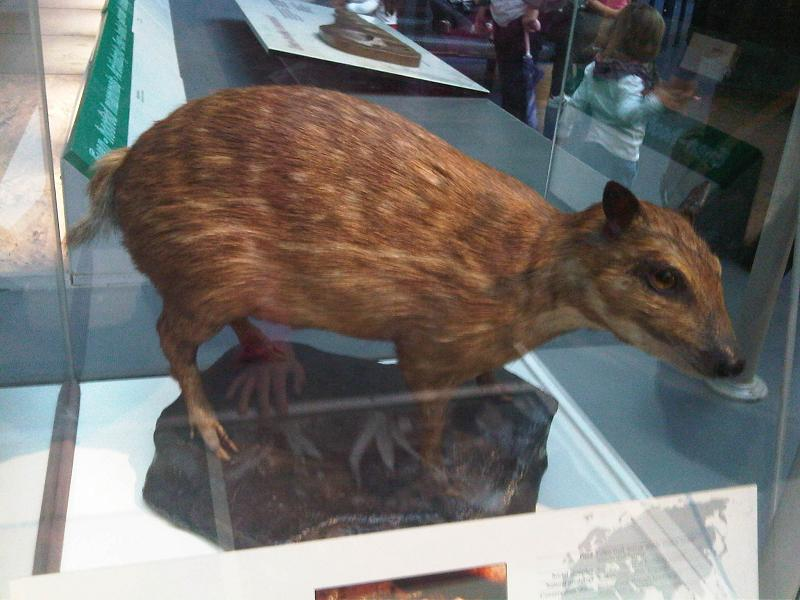
Waterdwerghert (Hyemoschus aquaticus)

  - Waterdwerghert (Hyemoschus aquaticus)

## Familiehertachtigen(Cervidae)
- Geslacht Cervus

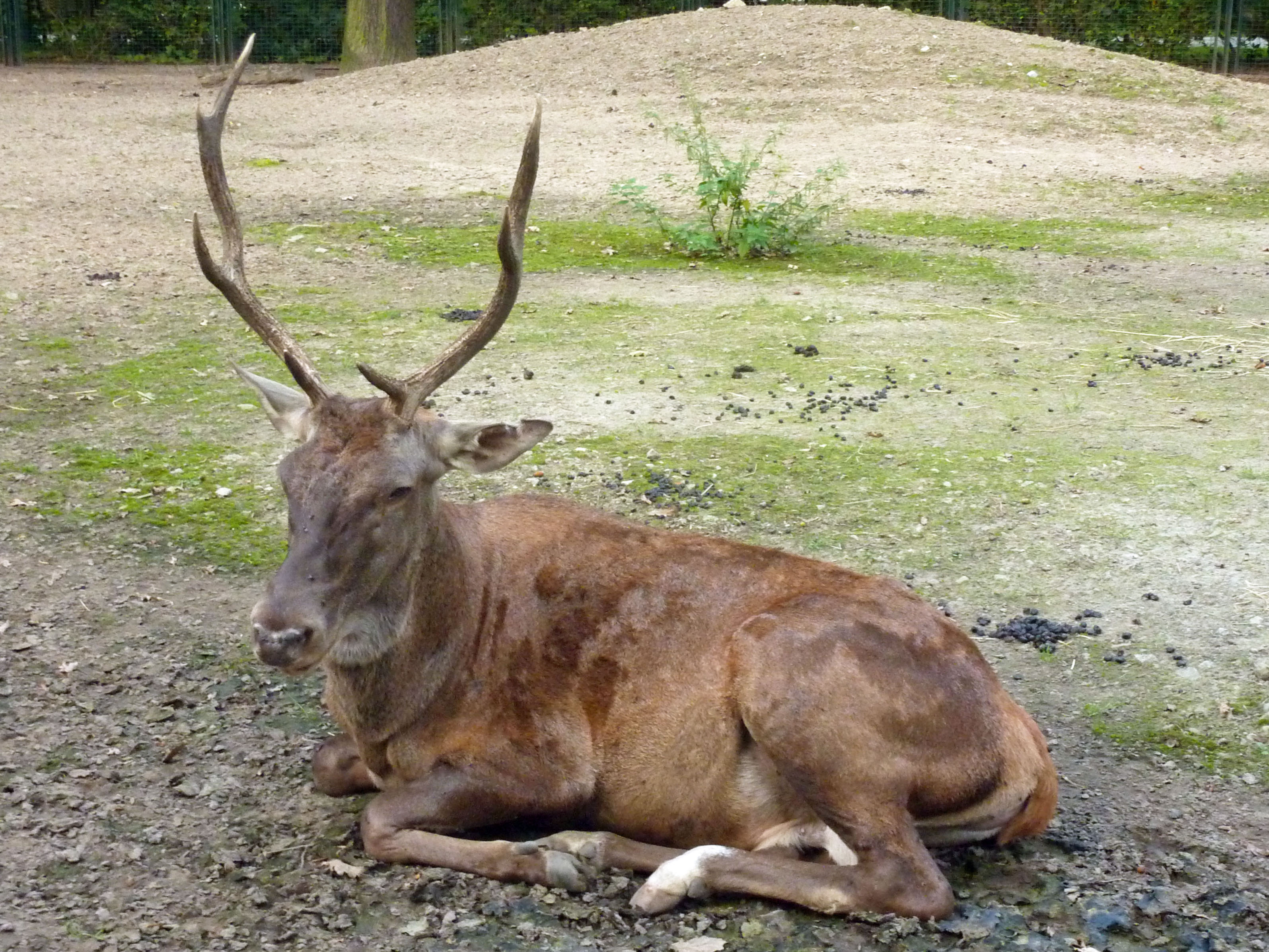
Cervus elaphus barbarus

  - Edelhert; ssp. Cervus elaphus barbarus

## FamilieGiraffidae
- Geslacht Giraffa

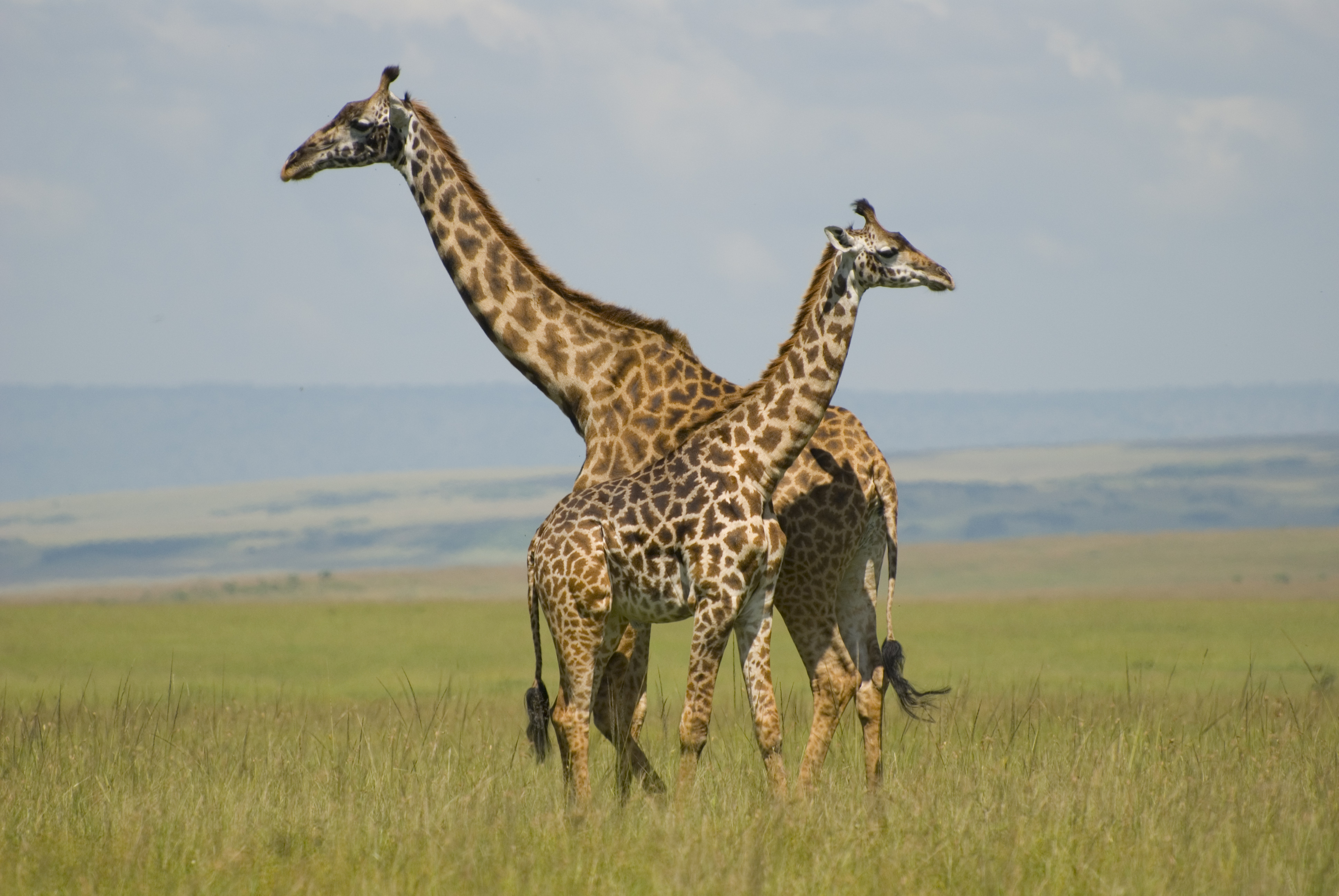
Masaigiraffe (Giraffa tippelskirchi)

  - Noordelijke giraffe (Giraffa camelopardalis)
  - Zuidelijke giraffe (Giraffa giraffa)
  - Somalische giraffe (Giraffa reticulata)
  - Masaigiraffe (Giraffa tippelskirchi)
- Geslacht Okapia
  - Okapi (Okapia johnstoni)

## Familieholhoornigen(Bovidae)

### Onderfamilierunderen(Bovinae)
- Tak Bovini
  - Geslacht Bubalus

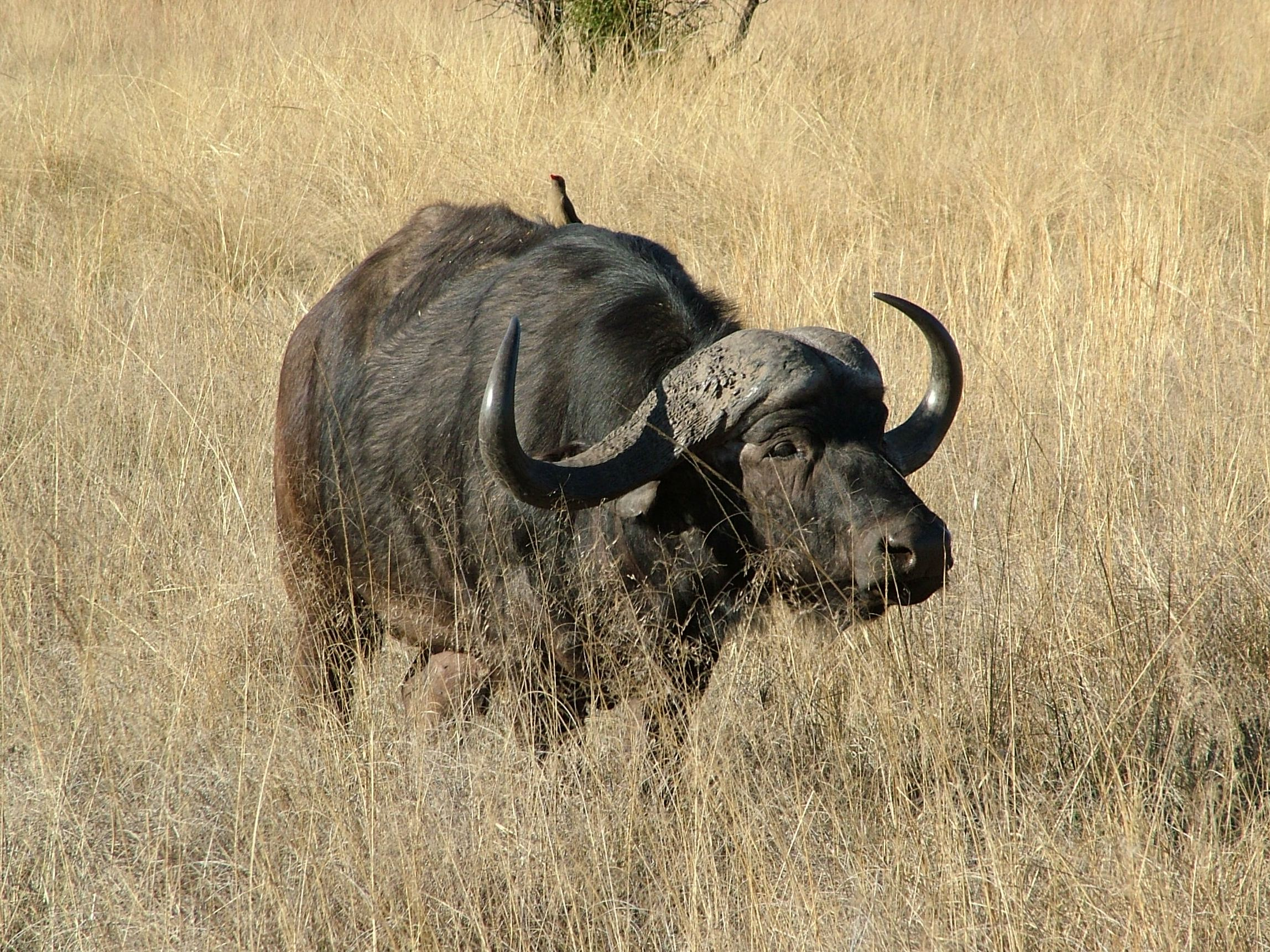
Kafferbuffel, (Syncerus caffer)

    - Waterbuffel of karbouw (Bubalus bubalis) (geïntroduceerd)

  - Geslacht Bos
    - Rund (Bos taurus), o.a. watusirund (landras) en zeboe (B. t. indicus)

  - Geslacht Syncerus
    - Kafferbuffel of Afrikaanse buffel (Syncerus caffer) (o.a. bosbuffel (S. c. nanus))

- Tak Strepsicerotini
  - Geslacht Tragelaphus

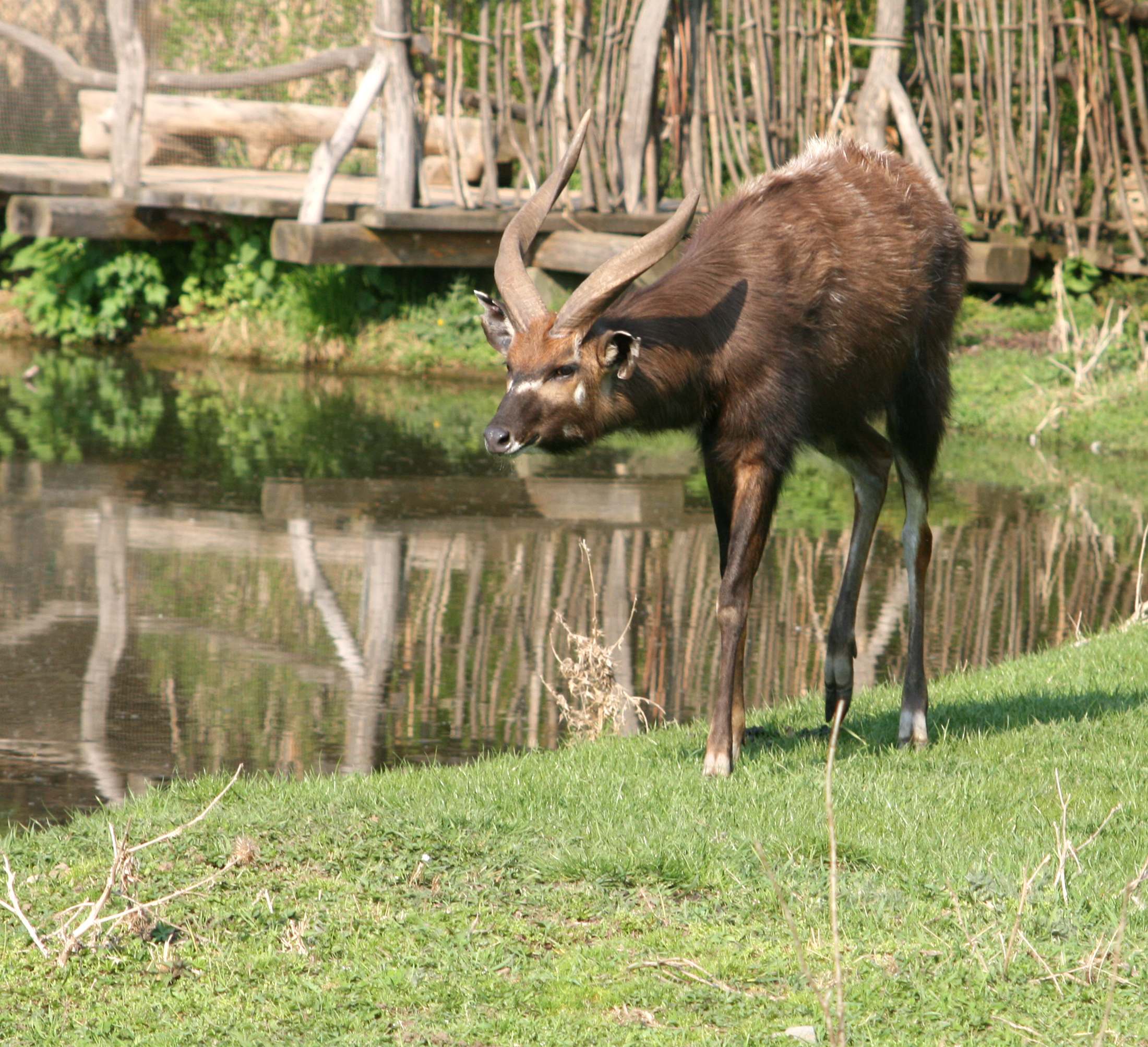
Sitatoenga (Tragelaphus spekeii)

    - Sitatoenga of moerasantilope (Tragelaphus spekeii)
    - Nyala (Tragelaphus angasii)
    - Bosbok (Tragelaphus scriptus)
    - Bergnyala (Tragelaphus buxtoni)
    - Kleine koedoe (Tragelaphus imberbis)
    - Grote koedoe (Tragelaphus strepsiceros)
    - Bongo (Tragelaphus eurycerus)

  - Geslacht Taurotragus
    - Elandantilope (Taurotragus oryx)
    - Reuzenelandantilope, Derbys elandantilope of Livingstones elandantilope (Taurotragus derbianus)

### Onderfamilieduikers(Cephalophinae)
- Geslacht Sylvicapra

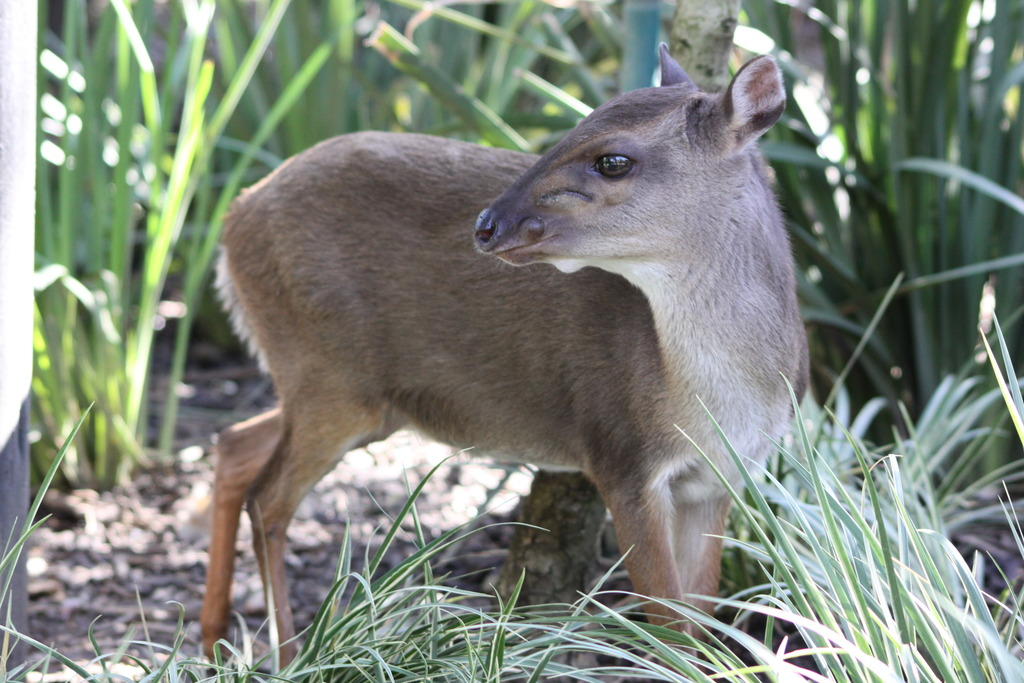
Blauwe duiker (Philantomba monticola)

  - Gewone duiker of duikerbok (Sylvicapra grimmia)
- Geslacht Cephalophus (Bosduikers)
  - Aders duiker (Cephalophus adersi)
  - Rode duiker (Cephalophus natalensis)
  - Harveys duiker (Cephalophus harveyi)
  - Ruwenzoriduiker (Cephalophus rubidus)
  - Blauwrugduiker of roodflankduiker (Cephalophus rufilatus)
  - Zwartvoorhoofdduiker (Cephalophus nigrifrons)
  - Zebraduiker (Cephalophus zebra)
  - Witbuikduiker (Cephalophus leucogaster)
  - Weyns duiker (Cephalophus weynsi)
  - Peters duiker (Cephalophus callipygus)
  - Zwarte duiker (Cephalophus niger)
  - Abbotts duiker (Cephalophus spadix)
  - Geelrugduiker (Cephalophus silvicultor)
  - Ogilbys duiker (Cephalophus ogilbyi)
  - Zwartrugduiker (Cephalophus dorsalis)
  - Jentinkduiker (Cephalophus jentinki)
- Geslacht Philantomba
  - Blauwe duiker (Philantomba monticola)
  - Maxwells duiker (Philantomba maxwellii)
  - Walters duiker (Philantomba walteri)

### Onderfamilieechte antilopen(Antilopinae)

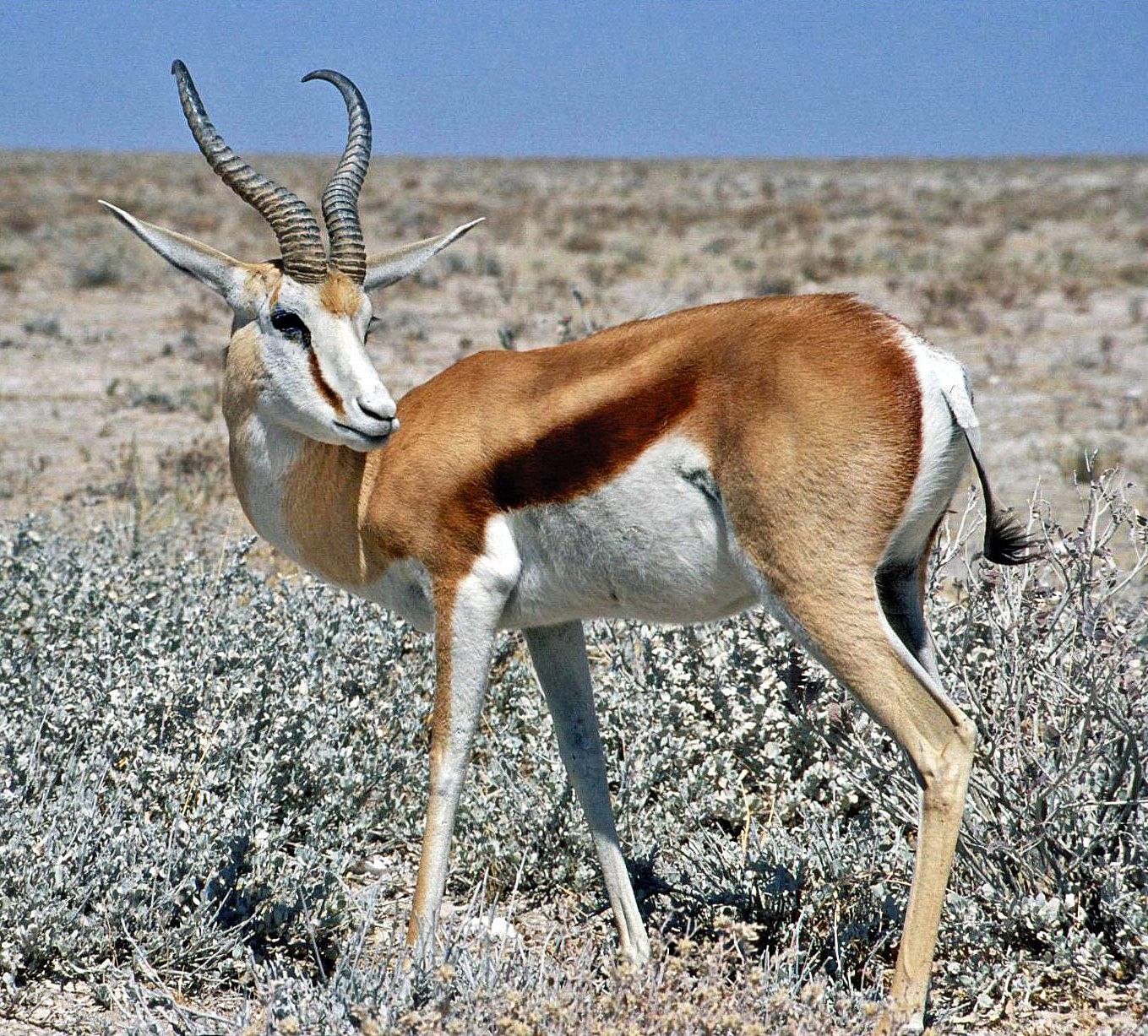
Springbok (Antidorcas marsupialis)

- Tribus gazelleachtigen (Antilopini)
  - Geslacht Dibatag
    - Dibatag (Ammodorcas clarkei)

  - Geslacht Antidorcas
    - Springbok (Antidorcas marsupialis)

  - Geslacht Eudorcas
    - Eudorcas albonotata
    - Noord-Algerijnse gazelle (Eudorcas rufina)
    - Koringazelle (Eudorcas rufifrons)
    - Thomsongazelle (Eudorcas thomsonii)

  - Geslacht Gazella
    - Edmigazelle (Gazella cuvieri)
    - Dorcasgazelle (Gazella dorcas)
    - Duingazelle of zandgazelle (Gazella leptoceros)

  - Geslacht Litocranius
    - Gerenoek of girafgazelle (Litocranius walleri)

  - Geslacht Nanger
    - Damagazelle (Nanger dama)
    - Grantgazelle (Nanger granti)
    - Soemerringgazelle (Nanger soemmerringii)

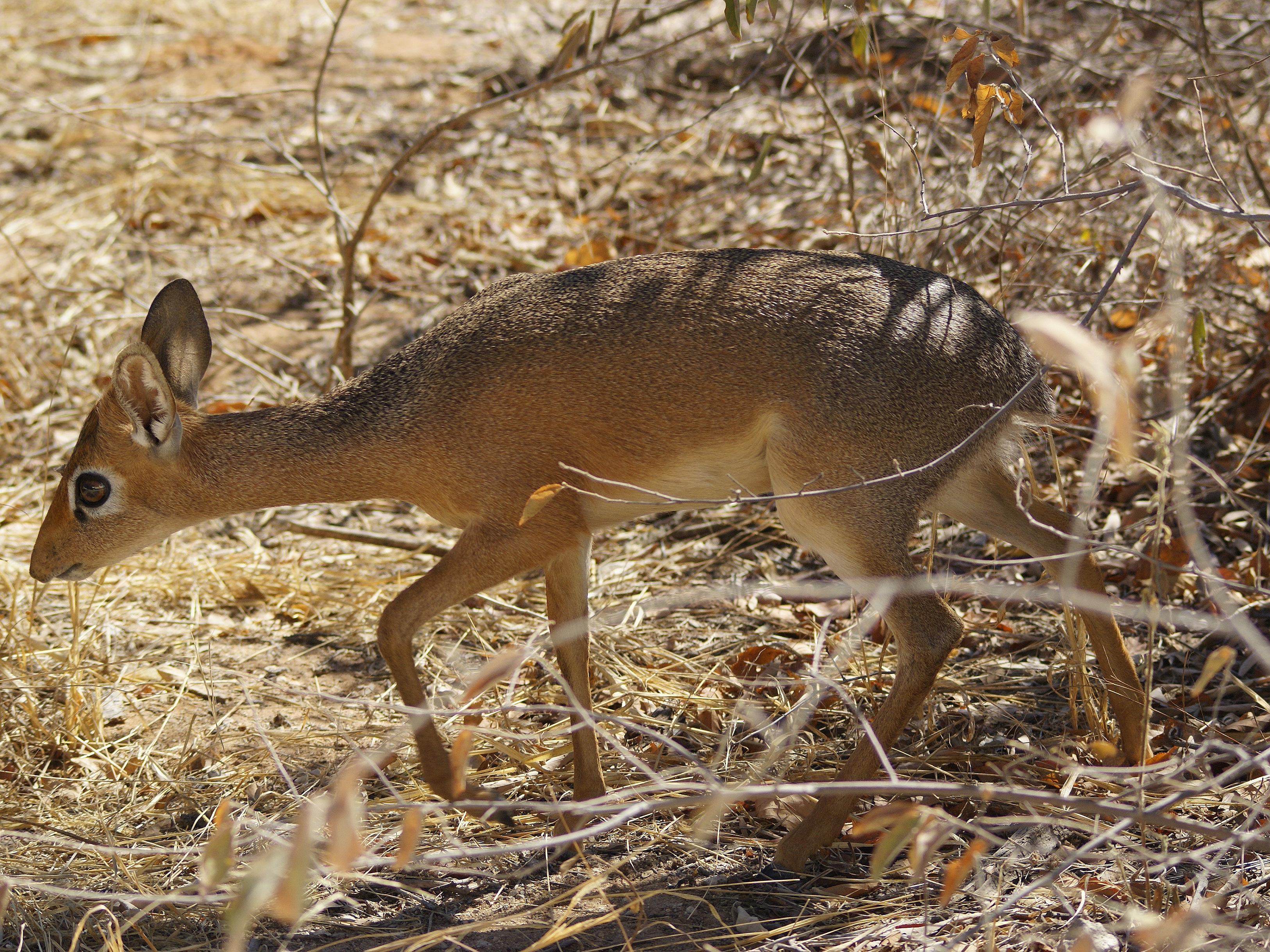
Kirks dikdik (Madoqua kirkii)

- Tribus dwergantilopen (Neotragini)
  - Geslacht Dorcatragus
    - Beira of beiradwergantilope (Dorcatragus megalotis)

  - Geslacht dikdiks (Madoqua)
    - Guenthers dikdik (Madoqua guentheri)
    - Kirks dikdik of damaradikdik (Madoqua kirkii)
    - Zilverdikdik (Madoqua piacentinii)
    - Saltdikdik (Madoqua saltiana)

  - Geslacht Neotragus
    - Bates' dwergantilope (Neotragus batesi)
    - Dwergantilope (Neotragus pygmaeus)

  - Geslacht Oreotragus
    - Klipspringer (Oreotragus oreotragus)

  - Geslacht Ourebia
    - Oribi (Ourebia ourebi)

  - Geslacht Raphicerus (Grijsbokken)
    - Steenbokantilope of steenbokkie (Raphicerus campestris)
    - Grijsbok (Raphicerus melanotis)
    - Sharpes grijsbok (Raphicerus sharpei)

### Onderfamilieimpala(Aepycerotinae)
- Geslacht Aepyceros

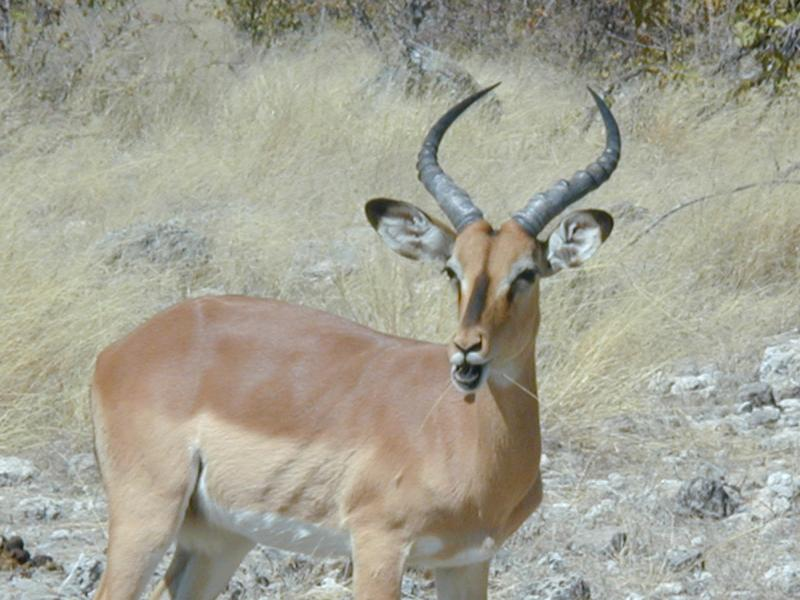
Impala (Aepyceros melampus)

  - Impala of rooibok (Aepyceros melampus)

### Onderfamiliekoeantilopen(Alcelaphinae)
- Geslacht Alcelaphus

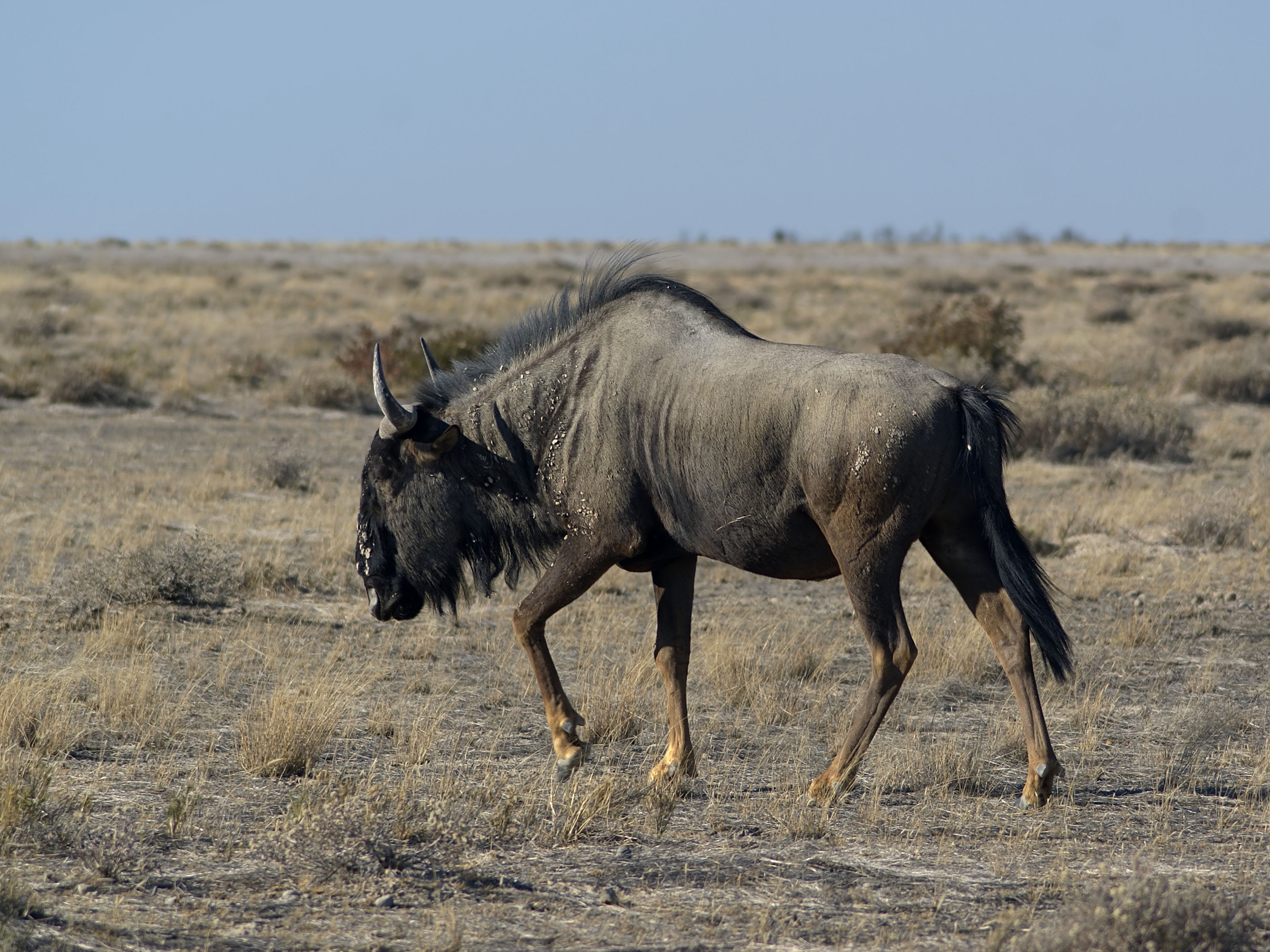
Blauwe gnoe (Connochaetes taurinus)

  - Hartenbeest (Alcelaphus buselaphus)
  - Lichtensteinantilope of Lichtensteins hartenbeest (Alcelaphus lichtensteinii)
- Geslacht gnoes (Connochaetes)
  - Blauwe gnoe, gestreepte gnoe of gewone gnoe (Connochaetes taurinus)
  - Witstaartgnoe (Connochaetes gnou)
- Geslacht Damaliscus
  - Ondergeslacht Beatragus
    - Hirola of Hunter's Hartebeest (Damaliscus hunteri)

  - Ondergeslacht Damaliscus
    - Lierantilope, topi of basterdhartenbeest (Damaliscus lunatus)
    - Bontebok (Damaliscus pygargus)
    - Damaliscus superstes

### Onderfamiliepaardantilopen(Hippotraginae)
- Geslacht Addax

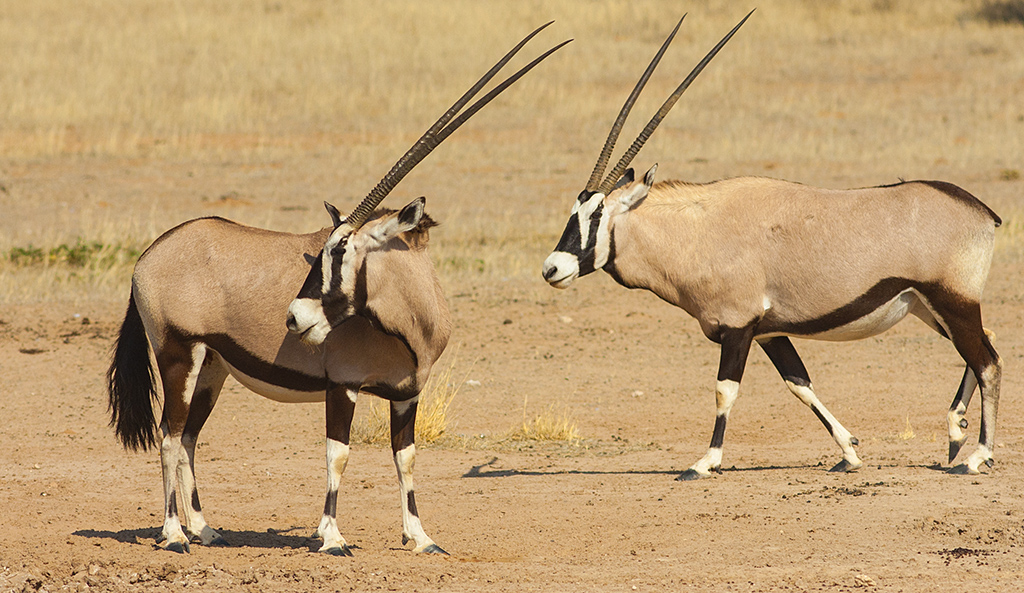
Gemsbok (Oryx gazella)

  - Addax of Mendesantilope (Addax nasomaculatus)
- Geslacht Hippotragus
  - Roanantilope, paardantilope of basterdgemsbok (Hippotragus equinus)
  - Sabelantilope of zwarte paardantilope (Hippotragus niger)
- Geslacht Oryxen (Oryx)
  - Beisa of Oost-Afrikaanse spiesbok (Oryx beisa)
  - Algazel, sabelantilope of sabeloryx (Oryx dammah)
  - Gemsbok of spiesbok (Oryx gazella)
  - Arabische oryx of witte oryx (Oryx leucoryx)

### Onderfamilierietbokken en waterbokken(Reduncinae)
- Geslacht Kobus
  - Kobus anselli
  - Waterbok (Kobus ellipsiprymnus)
  - Kob (Kobus kob)

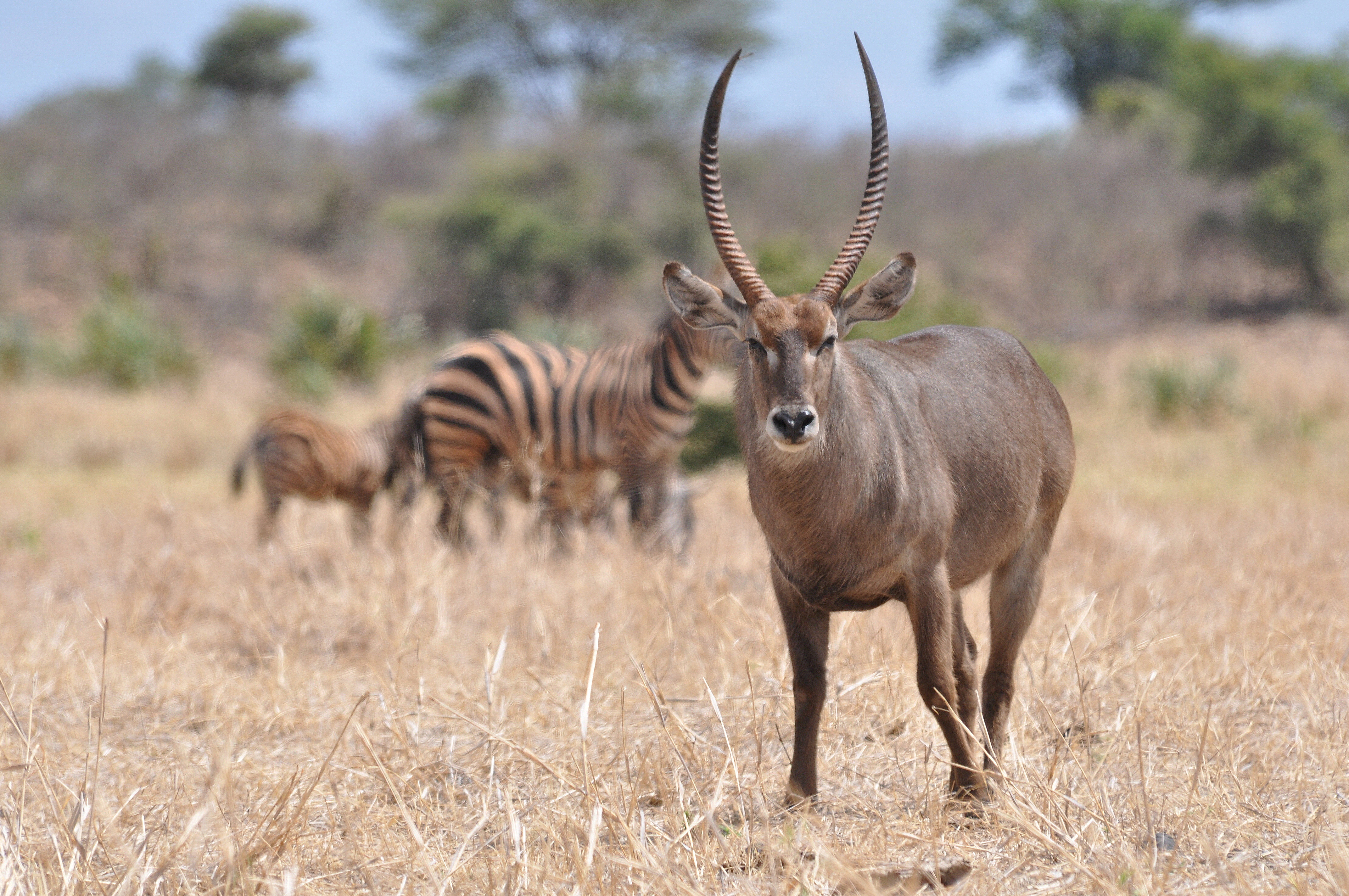
Waterbok (Kobus ellipsiprymnus)

  - Litschiewaterbok, moerasantilope of lechwe (Kobus leche)

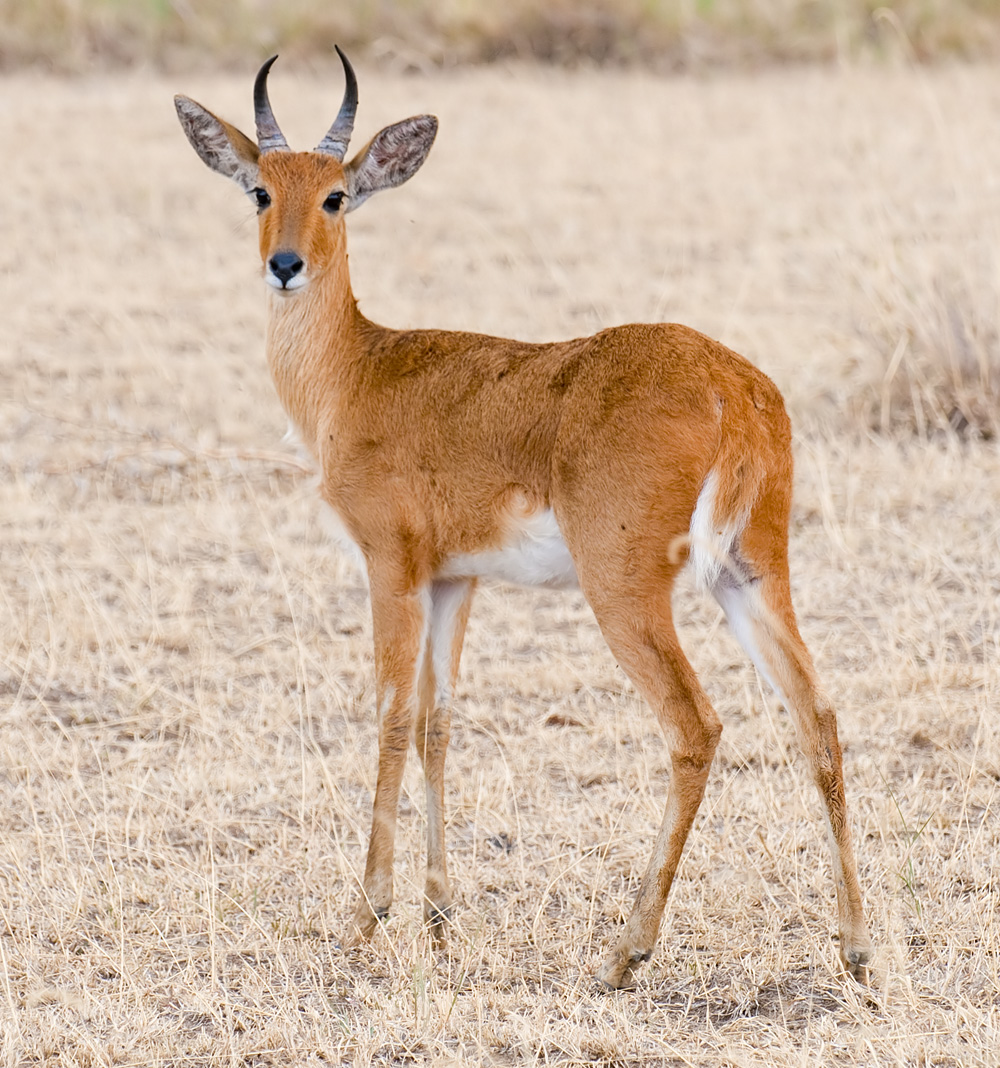
Bohorrietbok (Redunca redunca)

  - Puku (Kobus vardonii)
  - Nijlantilope (Kobus megaceros)

- Geslacht Redunca
  - Rietbok (Redunca arundinum)
  - Bergrietbok (Redunca fulvorufula)
  - Bohorrietbok (Redunca redunca)

### Onderfamiliebokken(Caprinae)

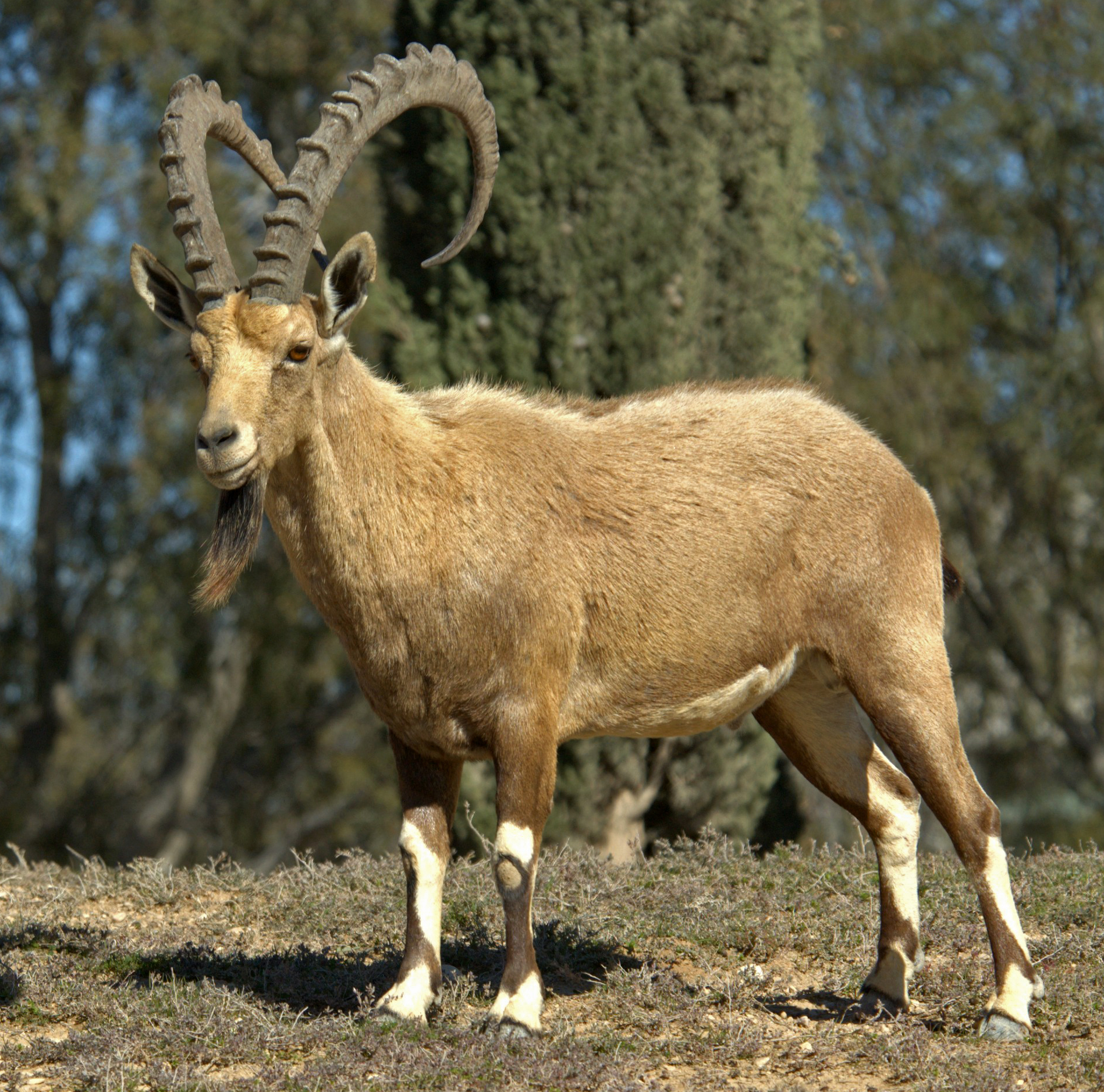
Nubische steenbok (Capra nubiana)

- Tribus schapen en geiten (Caprini)
  - Geslacht Ammotragus
    - Manenschaap of tedal (Ammotragus lervia)

  - Geslacht Arabitragus
    - Arabische thargeit (Arabitragus jayakari)

  - Geslacht geiten (Capra)
    - Geit (Capra hircus)
    - Nubische steenbok of Nubische Ibex (Capra nubiana)
    - Waliasteenbok (Capra walie)

  - Geslacht Schapen (Ovis)
    - Schaap (Ovis aries)